# 생젱골프역
생젱골프역(프랑스어: Gare de St-Gingolph, 독일어: Bahnhof St-Gingolph)은 스위스 발레주에 있는 생젱골프 시정촌의 기차역이다. 이곳은 생젱골프-생모리스선의 북쪽 종착역이며, 현지 열차로만 운행된다. 역은 스위스와 프랑스 사이의 국경에 자리 잡고 있다. 프랑스 측에는 철도 서비스가 없다.

## 운행편
다음 서비스는 생젱골프에서 정차한다:
- 레기오 : 브리크까지 매시간 운행.